# Barry Finnerty
Michael Barry Finnerty (San Francisco, 3 de diciembre de 1951) es un guitarrista, bajista y teclista norteamericano de jazz y jazz fusión, conocido sobre todo por sus trabajos como músico de sesión para Miles Davis y el grupo Crusaders.  Es autor, además, de dos libros sobre improvisación.
Finnerty es hijo del actor Warren Finnerty, que apareció en numerosas películas, entre ellas Cool Hand Luke y Easy Rider. 

## Primeros años
Barry Finnerty estudió música en el San Francisco Conservatory of Music y en la Universidad de California- Berkeley.
Vivió algún tiempo en Hong Kong con su madre, a comienzo de los años 1960.  Allí, con 14 años, comenzó tocando la guitarra eléctrica en una banda que fue telonera de Herman's Hermits. De regreso a San Francisco, hizo amistad con el guitarrista Jim Checkley, que eventualmente estaba con Beefy Red, en 1969. Finnerty tocó en esta banda varios años.

## Finnerty en Nueva York
Se trasladó a Nueva York después de haber estudiado un tiempo en el Berklee College of Music, en 1971. En 1974 estuvo tocando con Chico Hamilton, Airto Moreira, y Flora Purim. En 1975 se incorporó al cuarteto de Joe Farrell, y más tarde tocó con Hubert Laws, Tower of Power, Thad Jones, Mel Lewis, y Ray Barretto. En 1977 estuvo en la banda de jazz rock Blood, Sweat & Tears, donde sustituyó a Mike Stern, para la gira de invierno, aunque el grupo se deshizo en febrero de 1978, tras la muerte en plena gira del saxofonista Gregory Herbert.
Finnerty tocó después, y grabó, con Michael Brecker y Randy Brecker (1977-81), y los Crusaders (1979-84), realizando una gira por Europa con Billy Cobham, en 1980.  Tocó y grabó también con Miles Davis, en 1981, y es mencionado por el trompetista en su autobiografía.
En los últimos años, además de su trabajo como músico de sesión, lidera su propio grupo.

## Discografía como líder
- New York City (1982)
- 2B Named Later (Cheetah Records, 1992)
- Straight Ahead (Arabesque Records, 1994)
- Trazz! (Birdland Records, 2003)